# Джанбас-кала
Джанбас-кала — укрепление в Хорезме, археологический памятник, сохранившийся со времен государства Канглы (4 в. до н. э. — 1 в. н. э.). Находится на территории Турткульского района. Имеет прямоугольную форму, размеры — 170x200 м, высоту — 10—11 м построен из сырцового кирпича. На внешней стене имеются отверстия. В центре крепости — просторные улицы. В 1938—39 исследовано Хорезмской археологическо-этнографичесеой экспедицией под руководством С. П. Толстова. Обнаружены фрагменты посуды с изображением голов животных. Установлено, что найденные бусы привезены из Сирии, Египта и городов побережья Чёрного моря, что свидетельствует о существовании в тот период торговых отношений.